# Cavalhada

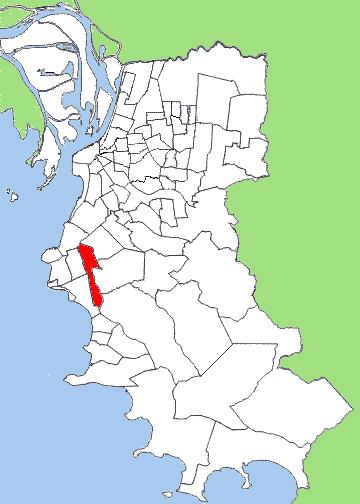
Localisation du quartier Cavalhada (en rouge) sur une carte de Porto Alegre.

Cavalhada est un quartier de la ville de Porto Alegre, capitale de l'État du Rio Grande do Sul.
Il a été créé par la Loi 2022 du 07/12/1959.

## Données générales
- Population (2000) : 19.854 habitants
  - Hommes : 9.085
  - Femmes : 10.769
- Superficie : 357 ha
- Densité : 55,61 hab/ha

## Limites actuelles
De la rue Campos Velho, du point de rencontre de l'Arroio Passo Fundo, jusqu'à l'avenue Vicente Monteggia ; de cette dernière jusqu'à la Route João Vedana et la Route da Cavalhada, puis la Route Eduardo Prado ; de celle-ci jusqu'à la Route Juca Batista et, de là, dans le sens Sud/Nord, jusqu'au point de rencontre des limites des quartiers d'Ipanema et de Camaquã, en face de la Route João Salomoni ; de là, en direction Ouest/Est, jusqu'à la rencontre de la Route Vila Maria la rue João Moura, puis, dans le prolongement de cette dernière et en passant par la rue Jaguari, jusqu'à la rue Colonel Massot, angle avec la rue Colonel Timóteo et, dans le sens Sud/Nord, jusqu'à l'Arroio Passo Fundo et la rue Campos Velho.

## Localisation
Cavalhada est situé dans la zone Sud de Porto Alegre.

## Histoire
L'origine du nom du quartier est assez lointaine et renvoie au XVIIIe siècle, quand André Bernardes Rangel fut exproprié de ses terres pour l'installation d'un terrain pour la garde d'une troupe de chevaux appartenant au Domaine royal et au service de Porto Alegre. Pour avoir été vingt ans ainsi, le territoire est resté connu sous le nom de Cavalhada d’el Rey ou Campo da Cavalhada. Avec la restitution du lieu à son propriétaire d'origine, le Domaine royal se déplaça à Viamão.
Comme la majorité des quartiers de la Zone Sud, Cavalhada souffrait des difficultés de communication avec le centre de Porto Alegre. Les habitants devaient se déplacer à pied ou en charrette jusqu'au quartier de Teresópolis pour pouvoir prendre le tramway en direction du Centre. L'unique voie d'accès était alors la Route da Cavalhada qui intégrait les actuelles Avenues Carlos Barbosa, Teresópolis, Nonoai et Cavalhada, reliant le quartier d'Azenha à celui d'Ipanema, qui était alors une zone essentiellement rurale. À partir des années 1950, avec l'asphaltage de la route, les courses de Formule 1 devinrent populaires dans le quartier, parcouarant la rue Otto Niemayer jusqu'au quartier de Tristeza, passant par ceux de Pedra Redonda et Ipanema et retournant par la Route da Cavalhada, durant les "douze heures de Porto Alegre".
Avec la croissance urbaine, chaque tronçon de la Route da Cavalhada fut séparé et défini avec son propre nom, et l'avenue Cavalhada devint telle en 1957. Les facilités d'accès au quartier amélioraient considérablement le développement de la zone, qui crût vertigineusement à partir de ce moment.
Avec la croissance de Cavalhada, surgirent les typiques problèmes de l'urbanisation, particulièrement à partir des années 1970. L'Arroio Cavalhada, un des plus longs de Porto Alegre - il naît près du Sanatorium Belém, à Belém Velho, et se jette dans le rio Guaíba - devint extrêmement pollué et devint sujet à des crues et des éboulements de ses berges. Le cours d'eau fut canalisé en partie tant de la part des propres habitants que de la Mairie. Aujourd'hui, il souffre de graves problèmes de pollution.

## Aujourd'hui
La présence dans le quartier d'institutions d'aide aux populations en difficulté est marquante. Parmi celles-ci, l'institut Santa Luzia, organisation d'aide et d'éducation pour les malvoyants et la Cidade de Deus, liée au Département du Secrétariat d'Ation Sociale de l'Archidiocèse de Porto Alegre, qui, depuis 1960, aide la population du quartier dans sa tentative d'améliorer ses conditions de vie.
Le doublement des avenues Cavalhada et Eduardo Prado a stimulé la construction de lotissements protégés durant les années 1990, distinguant ces nouvelles implantations de l'ancienne configuration du quartier, laquelle était plus populaire et ouvrière. Avec cette évolution, les commerces, qui se situaient déjà sur les principales avenues du quartier, prirent un nouvel essor.
Actuellement le quartier est résidentiel, et comporte beaucoup de "motels", lieux où se retrouvent les amoureux qui veulent partager une intimité discrète.